# Sterbik Árpád
Sterbik Árpád (szerbül Арпад Штербик, spanyolul Arpad Sterbik Capar) (Zenta, 1979. november 22. –) spanyol színekben Európa- és világbajnok szerbiai magyar kézilabdakapus. 2005-ben a világ legjobb kézilabdázójának választották.

## Pályafutása

### Klubcsapatokban
Sterbik kézilabda pályafutását a szerbiai RK Ada csapatánál kezdte. A RK Jugović csapatával Challenge Cup-győztes volt a 2000-2001-es szezonban. Ezt követően igazolt Magyarországra, a Fotex Veszprém csapatához. A bakonyi csapattal a következő három szezonban háromszor nyerte meg a magyar bajnoki címet és háromszor a Magyar Kupát. A Veszprémmel a nemzetközi porondon 2002-ben Bajnokok Ligája ezüstérmet szerzett, 2003-ban bejutott a Bajnokok Ligája elődöntőbe illetve 2004-ben a negyeddöntőbe. A 2002-es döntőt a német SC Magdeburggal szemben vesztette el csapatával. 2004-ben klubot váltott, az akkoriban több neves játékost igazoló spanyol BM Ciudad Real együtteséhez igazolt, ahol további serlegeket gyűjtött be: a 2006–2007-es, és a 2007–2008-as idényben megnyerték a spanyol bajnokságot, négyszer a Spanyol Kupát, a spanyol Szuperkupát pedig a 2004–2005-ös, és a 2007–2008-as szezonban. A nemzetközi színtéren is ért el sikereket: Bajnokok Ligája győztes lett a 2005–2006-os, és a 2007–2008-as szezonban, 2007-ben és 2008-ban pedig a klubcsapatok-Európa-bajnokságát nyerte meg. 2005-ben a világ legjobb kézilabdázójának választották. Ebben az időszakban a sportág legjobban fizetett játékosai közé tartozott.
2011-ben a Ciudad csődje után a klub már Atlético Madrid néven indult, amellyel a Kiel ellenében vesztette el a 2011-2012-es idény Bajnokok Ligája döntőjét. A következő szezont megelőzően a Barcelona játékosa lett. A katalán csapattal kétszer nyert bajnoki címet. 2014-től négy szezont Macedóniában töltött az RK Vardar Szkopje csapatánál. Ezzel az együttessel tudott újra Bajnokok Ligáját nyerni 2017-ben. Ebben a szezonban Sterbiket választották a Final Four legértékesebb játékosának. Az itt töltött négy szezonban minden alkalommal bajnok és kupagyőztes lett a Vardarral, valamint a SEHA-ligában is aranyérmet szerzett a klub játékosaként. Itt együtt játszott Alex Dujsebajevvel, aki egykori játékostársa és edzője, Talant Dujsebajev fia.
2018-ban újra Veszprémbe igazolt, kétéves szerződést írt alá egykori klubjával. 2020 januárjában bejelentette, hogy a szezon végén befejezi pályafutását.

### A válogatottban
A szerb válogatott kapujában kétszer lett világbajnokságokon bronzérmes 1999-ben és 2001-ben, összesen 120 alkalommal védte a jugoszláv és a szerb-montenegrói válogatott kapuját.
Miután 2008-ban megkapta a spanyol állampolgárságot új hazája csapatában bronzérmet szerzett a 2011-es kézilabda-világbajnokságon. 2011 végén bejelentette, hogy szívritmuszavarai miatt műtét vár rá és emiatt kihagyja a 2012-es Európa-bajnokságot.
2013-ban tagja volt az Európa-bajnok válogatottnak, csakúgy mint 2018-ban, ahol a torna során megsérülő Gonzalo Pérez de Vargas helyére a helyosztókra hívta meg Jordi Ribera szövetségi kapitány, Sterbik pedig teljesítményével jelentősen hozzájárult az újabb kontinensbajnoki címhez.

## Sikerei, díjai
- Világbajnokság győztese: 2013
  - 3. helyezett: 1999, 2001, 2011
- Európa-bajnokság győztese: 2018
  - 2. helyezett: 2016
- Magyar bajnokság győztese: 2002, 2003, 2004
- Magyar kupa győztese: 2002, 2003, 2004
- Spanyol bajnokság győztese: 2004, 2007, 2008, 2009, 2012, 2013, 2014
- Spanyol kupa győztese: 2008, 2011, 2014
- Macedón bajnokság győztese: 2015, 2016, 2017, 2018
- Macedón kupa győztese: 2015, 2016, 2017, 2018
- Bajnokok Ligája győztes: 2006, 2008, 2009, 2017
- SEHA-liga győztese: 2017, 2018
- Az év magyar kézilabdázója (2002)
- Bajnokok Ligája legértékesebb játékosa: 2017